# Aspiráns
Az aspiráns valamely tudomány kandidátusi fokozatának megszerzésén dolgozó ösztöndíjas. Az egyetemi oklevél megszerzése és néhány éves gyakorlat után ösztöndíjban részesül, és egyéb munkájától függetlenítve teljesen tudományos továbbképzésének, a kutatásnak, disszertációja elkészítésének szentelheti idejét. Három év eltelte után az elkészített disszertációt tudományos testület előtt kell megvédenie.